# Калинівський ботанічний заказник

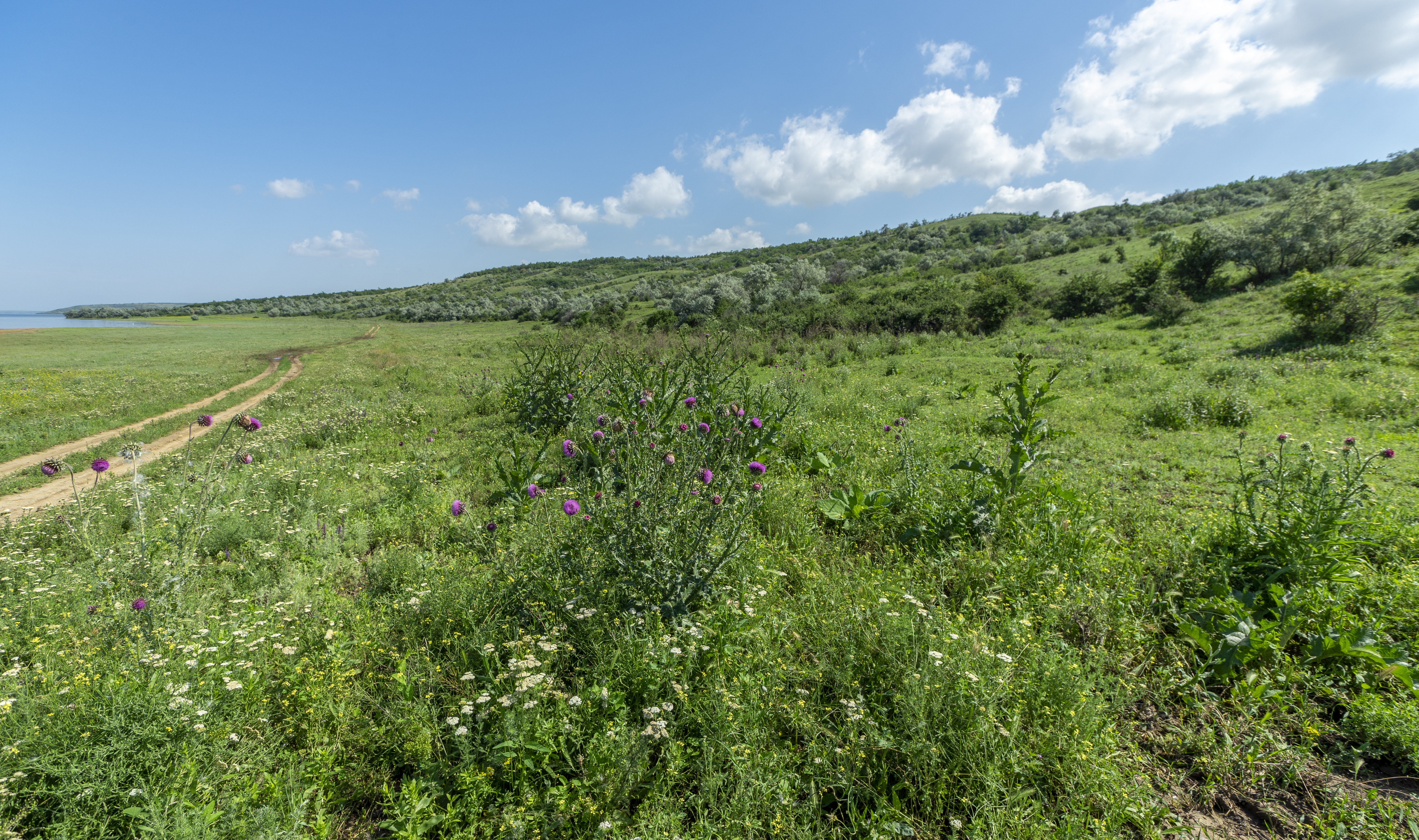

Кали́нівський зака́зник — ботанічний заказник місцевого значення в Україні. Розташований у Одеському районі Одеської області, поблизу села Калинівка. 
Площа заказника — 92 га. Заказник створено згідно з рішенням облради від 01.10.1993 року № 496-XXI. Межі заказника регламентуються розпорядженням Комінтернівської районної державної адміністрації від 30.04.2009 року № 609-А-2009. 
Заказник створений на землях ТОВ «Промінь» і являє собою урочище, в якому збереглися рідкісні фітоценози та понад 20 видів рідкісних та зникаючих рослин, у тому числі занесених до Червоної книги України. Згідно з даними екологічного обстеження 2003 року деревні насадження та вільні від них ділянки в районі заказника були передані Красносільському лісництву Одеського головного підприємства «Одесаліс».